# نجيب أقصبي
نجيب أقصبي هو اقتصادي مغربي ولد في 5 أغسطس 1952 بمدينة فاس. وهو حاصل على درجة الدكتوراه في الاقتصاد من جامعة باريس دوفين ودرجة من معهد الدراسات السياسية في باريس. كما أنه حاصل على درجة الماجستير في العلوم في الإدارة (باريس-إكس-دوفين) ودبلوم في الدراسات المحاسبية من قسم المحاسبة في المعهد الوطني للفنون والحرف.

## أنشطة التدريس
نجيب أقصبي هو باحث في التدريس، وأستاذ التعليم العالي في معهد الحسن الثاني للزراعة والبيطرة في الرباط. وهو يدرس السياسات العامة، ولا سيما في ميادين الاقتصاد الزراعي والمالية العامة. كما يدرس العديد من الدورات والندوات حول السياسات الزراعية، وإدارة المشاريع والضرائب في مختلف مؤسسات التعليم العالي. وبالإضافة إلى ذلك، بعد أن كان رئيس قسم العلوم الإنسانية في معهد الحسن الثاني للزراعة والبيطرة، وهو حاليا منسق ل «الاقتصاد والإدارة» تيار من كلية الهندسة الزراعية، ومدير وحدة التدريب الوطنية ببرنامج إدارة الزراعة في شمال أفريقيا، الذي يقع في نفس المؤسسة.

## أنشطة البحث
نجيب أقصبي عضو في مجلس إدارة الجمعية المغربية للاقتصاد في الرباط، والعديد من شبكات البحوث في المغرب والخارج. بما في ذلك المركز الدولي للدراسات الزراعية المتقدمة في البحر المتوسط (CIHEAM) في باريس، وشبكة من مزارع الأسرة مقارنة (RAFAC) في مونبلييه، بلد الرابطة الدولية المداري من البحر الأبيض المتوسط والاتحاد الأوروبي، ومؤسسة للزراعة والحياة الريفية (FARM) في باريس، والتحليل الاقتصادي دائرة مؤسسة عبد الرحيم بوعبيد إلى سلا ومركز دراسات العمل والاقتصادية والإدارية في الرباط.

## الإلتزام السياسي والاجتماعي
وبعيدا عن أنشطته المهنية، كان نجيب أقصبي منذ فترة طويلة ناشطا سياسيا ومواطنا نشطا، بعد أن تولى مسؤولياته العامة على مختلف المستويات. وهو حاليا عضو المكتب السياسى للحزب الاشتراكى الموحد. وكان عضو مجلس المدينة ونائب رئيس المجتمع الحضري أكدال-رياد والمجتمع الحضري في الرباط.
وعلى مستوى المجتمع المدني، نجيب أقصبي عضو في الشفافية المغرب، الغذاء البطيء المغرب، ومجلس إدارة المنظمات غير الحكومية الدولية إندا تيرس موند.

## حياته الشخصية
متزوج من نجاة رشدي و ابنه هو الديدجي محمد أمين أقصبي المعروف باسمه الفني amin k.